# Tjusjön (Dorotea socken, Lappland)
Tjusjön är en sjö i Dorotea kommun i Lappland som ingår i Ångermanälvens huvudavrinningsområde. Sjön har en area på 4,25 kvadratkilometer och ligger 322,9 meter över havet. Sjön avvattnas av vattendraget Tjusjöån. Ingen fast bebyggelse finns vid sjön.

## Delavrinningsområde
Tjusjön ingår i delavrinningsområde (711457-154180) som SMHI kallar för Utloppet av Tjusjön. Medelhöjden är 334 meter över havet och ytan är 20,18 kvadratkilometer. Räknas de 9 avrinningsområdena uppströms in blir den ackumulerade arean 164,56 kvadratkilometer. Vattendraget som avvattnar avrinningsområdet har biflödesordning 5, vilket innebär att vattnet flödar genom totalt 5 vattendrag innan det når havet efter 277 kilometer. Avrinningsområdet består mestadels av skog (37 procent) och sankmarker (39 procent). Avrinningsområdet har 4,25 kvadratkilometer vattenytor vilket ger det en sjöprocent på 21,1 procent.